# Watchman Nee
Watchman Nee (倪柝聲 pinyin: Ní Tuòshēng, 4 de novembro de 1903 - 1 de junho de 1972) foi um influente líder cristão chinês no período anterior ao regime socialista

## Vida e obra
Nee converteu-se ao cristianismo aos 17 anos de idade quando era aluno da Faculdade Trinity em Fu Tchow, preferindo ser evangelista a ter carreira universitária. Após a sua conversão mudou seu nome de Nee Shu-tsu para Nee To-sheng, pois havia um costume local de que sempre que acontecia um evento que mudasse uma pessoa, esta pessoa mudava de nome, no caso de Nee, foi sua conversão/salvação pela Graça de Deus, por Fé ( Efésios 2, Romanos 10:9, João 3:16, Atos 2:21, Mateus 3:11) . Depois adotou um novo nome em inglês "Watchman" (Sentinela) e um novo nome chinês "To-sheng", o qual significa "alarme de sentinela", porque ele se considerava como uma sentinela levantada para soar um alarme na noite escura[carece de fontes?].
Inicialmente reuniu-se com a Igreja Metodista, porém, compreendeu que igrejas denominacionais são um erro e não instituídas pela Bíblia. A congregação de Nee em Xangai logo cresceu, chegando a ter 3.000 membros, obrigando-o a realizar algumas mudanças – ele repartiu a igreja em 15 grupos familiares, apelidando-os de "Pequeno Rebanho". Cada grupo familiar, centrado no evangelismo, consistia de até 200 membros. Na década de 1940 havia 470 grupos afiliados à igreja em Xangai. Um dos seus cooperadores mais próximos foi Witness Lee.
Em 1941, com a ocupação de Xangai pelos japoneses, foram impostas restrições sobre os membros da igreja e as finanças foram reduzidas antecipando o que ainda estava por vir. Nee e seu irmão estabeleceram uma empresa farmacêutica para ajudar a complementar as necessidades financeiras da igreja.
Em 1949 o Partido Comunista Chinês derrubou o governo nacionalista e proclamou a República Popular da China. No começo, a igreja ficou esperançosa com o novo governo, mas após dois anos a situação começou a mudar quando os comunistas revelaram os seus planos de controlar a igreja.
Através de seu Movimento da Reforma da Tripla Autonomia, o governo visava tornar as igrejas protestantes auto-governada, auto-sustentada e auto-propagada. Ela foi colocada sob a autoridade da Agência de Assuntos Religiosos, a qual pressionou as igrejas a persuadir os missionários a deixarem a China, expurgando do país os "imperialistas’.
Durante esse tempo, os grupos familiares resistiram  a se unir à Igreja Cristã Nacional (sob o controle do governo comunista) pois considerada como uma organização fantoche. Milhares dos seus membros foram mortos ou feitos prisioneiros. Frequentemente infiltrada por informantes comunistas, as igrejas eram forçadas a realizar reuniões para encorajar a autocrítica e a reforma. Os pastores foram acusados de colaboradores das potências estrangeiras e Nee logo foi acusado de liderar um grande sistema secreto que distribuía veneno anti-revolucionário.
Em 1952 Watchman Nee foi preso por confessar publicamente sua fé em Jesus e por sua liderança entre igrejas locais na China comunista. Permaneceu preso ate sua morte, em 1972. O efeito do seu ministério de quase 30 anos ainda repercute com motivação espiritual para cristãos de todo mundo.
Em 1956 ele e outros membros da igreja foram condenados a quinze anos de prisão na Primeira Prisão Municipal de Xangai.
Ele deveria ter sido posto em liberdade em 1967, durante a Revolução Cultural, mas teve a sentença ampliada, e o governo deu início a outro ataque furioso contra a igreja. Os cultos foram interrompidos e todos os edifícios religiosos deveriam ser "secularizados". Os comunistas prometeram libertar Nee se ele concordasse em não voltar a pregar. Nee não aceitou e foi transferido para outra prisão onde acabou morrendo. As evidências indicam que foi assassinado dentro da prisão poucos meses antes da data programada para sua libertação, tendo sido seu corpo cremado e entregue aos familiares como cinzas.
As palavras do ministério de Watchman Nee estão atualmente preservadas em centenas de livros. Seus escritos foram traduzidos em vários idiomas, inclusive o português, e estão sendo impressos até hoje. Em linhas gerais, abrangem dois aspectos: 1) a espiritualidade cristã; 2) a organização da igreja cristã. O primeiro aspecto é, geralmente, muito apreciado pelos cristãos. Já o segundo aspecto é objeto de controvérsias, pois Nee advogava o retorno à forma primitiva de identificação da igreja, em seu reunir, que segundo sua perspectiva, baseadas em vários trechos do Novo Testamento (a igreja em Coríntios, igreja em Efésios, Igreja em Jerusalém, etc...), que demonstram que em cada cidade deveria haver uma só igreja, para que assim o Corpo de Cristo fosse verdadeiramente um, tanto em realidade espiritual, quanto na unidade prática.

## Frases
"… Na minha doença, o meu coração ainda permanece cheio de alegria"
(exerto da última carta de Watchman Nee, escrita no dia da sua morte)
- É nossa responsabilidade que Deus nos dê luz para podermos reconhecer a poderosa mão do Espírito Santo e disposição de nos submetermos a ela, reconhecendo que tudo o que Ele faz é certo.

- A menos que sejamos tratados e quebrantados por meio da disciplina, estaremos restringindo Deus. Sem o quebrantamento do homem exterior, a igreja não pode ser um canal de Deus.

Citações de A Liberação do Espírito de Watchman Nee.

## Principais Livros
- O Homem Espiritual Vol. 1, 2 e 3
- A Direção de Deus para o Homem
- A Obra de Deus
- Espírito de Sabedoria e Revelação
- Não Ameis o Mundo[ligação inativa]
- O Corpo de Cristo, uma Realidade
- O Homem que Deus Usa
- O Ministério da Palavra de Deus[ligação inativa]
- O Poder da Pressão
- O Poder Latente da Alma
- Quatro Estágios Importantes na Jornada da Vida
- Realidade Espiritual ou Obsessão?
- Uma Mesa no Deserto
- Vida Cristã Equilibrada[ligação inativa]
- Autoridade Espiritual

(Confira mais livros de Watchman Nee no site da Editora dos Clássicos)